# Ligne 7 du métro de Berlin
Pour les articles homonymes, voir Ligne 7 et U7.
La ligne 7 du métro de Berlin (U-Bahnlinie 7 ou U7) est l’une des neuf lignes du métro de Berlin. Longue de 31,8 km pour 40 stations, elle relie Spandau, au nord-ouest, à Rudow, au sud-est.
Son premier tronçon est formé en 1966 à partir de la branche de la ligne U6 desservant Neukölln et Britz, qui est transformée en ligne indépendante. Elle est ensuite successivement prolongée pour devenir la plus longue ligne du métro berlinois.

## Caractéristiques
La ligne U7 traverse la ville du nord-ouest au sud-est en tangentant le centre-ville. Avec 31,8 km entièrement en souterrain, c'est la plus longue ligne du métro berlinois. Elle dessert 40 stations.
Tout comme les lignes U5, U6, U8 et U9, elle fait partie du réseau à grand gabarit (Großprofil-Netz) qui exploite des trains larges de 2,65 m.

## Histoire

### Chronologie
- 19 avril 1924 : Ouverture de la section Mehringdamm - Gneisenaustraße
  - à partir de ce tronçon originel, les prolongements s'effectueront soit vers l'est/sud-est/sud direction Berlin-Rudow soit vers l'ouest/nord/nord-ouest direction Berlin-Spandau
- 14 décembre 1924 : Prolongement vers l'est jusqu'à Südstern
- 11 avril 1926 : Prolongement au sud-est jusqu'à Karl-Marx-Straße
- 21 décembre 1930 : Prolongement au sud jusqu'à Grenzallee
- 28 septembre 1963 : Prolongement au sud jusqu'à Britz-Süd
- 28 février 1966 : Prolongement au nord-ouest jusqu'à Möckernbrücke
- 2 janvier 1970 : Prolongement au sud jusqu'à Zwickauer Damm
- 29 janvier 1971 : Prolongement au nord-ouest jusqu'à Fehrbelliner Platz
- 1er juillet 1972 : Prolongement au sud jusqu'à Rudow
- 28 avril 1978 : Prolongement au nord jusqu'à Richard-Wagner-Platz
- 1er octobre 1980 : Prolongement au nord-ouest jusqu'à Rohrdamm
- 1er octobre 1984 : Prolongement à l'ouest jusqu'à Rathaus Spandau

## Stations
En partant de l'extrémité nord-ouest de la ligne 7 (Les stations en gras servent de départ ou de terminus à certaines missions) : 
| PK   |  |   |  | Station                 | Quartier             | Correspondance               |
| ---- |  | - |  | ----------------------- | -------------------- | ---------------------------- |
| -0,6 |  |   |  | Rebroussement           |                      |                              |
| 0,0  |  | o |  | Rathaus Spandau         | Spandau              |                              |
| 0,8  |  | • |  | Altstadt Spandau        | Spandau              |                              |
| 1,6  |  | • |  | Zitadelle               | Haselhorst           |                              |
| 2,7  |  | • |  | Haselhorst              | Haselhorst           |                              |
| 3,6  |  | • |  | Paulsternstraße         | Haselhorst           |                              |
| 4,7  |  | • |  | Rohrdamm                | Siemenstadt          |                              |
| 5,4  |  | • |  | Siemensdamm             | Siemenstadt          |                              |
| 6,3  |  | • |  | Halemweg                | Charlottenbourg-Nord |                              |
| 6,8  |  | • |  | Jakob-Kaiser-Platz      | Charlottenbourg-Nord |                              |
| 7,7  |  | o |  | Jungfernheide           | Charlottenbourg-Nord |                              |
| 8,3  |  | • |  | Mierendorffplatz        | Charlottenbourg      |                              |
| 9,4  |  | • |  | Richard-Wagner-Platz    | Charlottenbourg      |                              |
| 10,0 |  | o |  | Bismarckstraße          | Charlottenbourg      |                              |
| 10,5 |  | o |  | Wilmersdorfer Straße    | Charlottenbourg      | (gare de Charlottenbourg : ) |
| 11,3 |  | • |  | Adenauerplatz           | Charlottenbourg      |                              |
| 11,9 |  | • |  | Konstanzer Straße       | Wilmersdorf          |                              |
| 12,5 |  | o |  | Fehrbelliner Platz      | Wilmersdorf          |                              |
| 13,2 |  | • |  | Blissestraße            | Wilmersdorf          |                              |
| 13,8 |  | o |  | Berliner Straße         | Wilmersdorf          |                              |
| 14,5 |  | o |  | Bayerischer Platz       | Schöneberg           |                              |
| 15,1 |  | • |  | Eisenacher Straße       | Schöneberg           |                              |
| 15,8 |  | • |  | Kleistpark              | Schöneberg           |                              |
| 16,6 |  | o |  | Yorckstraße             | Schöneberg           |                              |
| 17,8 |  | o |  | Möckernbrücke           | Kreuzberg            |                              |
| 18,6 |  | o |  | Mehringdamm             | Kreuzberg            |                              |
| 19,3 |  | • |  | Gneisenaustraße         | Kreuzberg            |                              |
| 20,2 |  | • |  | Südstern                | Kreuzberg            |                              |
| 21,3 |  | o |  | Hermannplatz            | Neukölln             |                              |
| 22,2 |  | • |  | Rathaus Neukölln        | Neukölln             |                              |
| 22,9 |  | • |  | Karl-Marx-Straße        | Neukölln             |                              |
| 23,8 |  | o |  | Neukölln                | Neukölln             |                              |
| 24,5 |  | • |  | Grenzallee              | Britz                |                              |
| 25,7 |  | • |  | Blaschkoallee           | Britz                |                              |
| 26,5 |  | • |  | Parchimer Allee         | Britz                |                              |
| 27,3 |  | • |  | Britz-Süd               | Britz                |                              |
| 28,4 |  | • |  | Johannisthaler Chaussee | Gropiusstadt         |                              |
| 29,2 |  | • |  | Lipschitzallee          | Gropiusstadt         |                              |
| 30,0 |  | • |  | Wutzkyallee             | Gropiusstadt         |                              |
| 30,7 |  | • |  | Zwickauer Damm          | Gropiusstadt         |                              |
| 31,8 |  | • |  | Rudow                   | Rudow                |                              |
| 32,4 |  |   |  | Rebroussement           |                      |                              |

## Desserte
| Tronçon | Période de pointe | Période normale | Période creuse |
| --- | ----------------- | --------------- | -------------- |
| Rudow ↔ Rathaus Spandau | 4 min             | 5 min           | 10–20 min      |
| Dans les nuits du vendredi au samedi et du samedi au dimanche, les rames circulent sur l'U7 dans une cadence de 15 minutes entre 0 h 30 et 4 h 30. En semaine, le bus de nuit N7 remplace le métro sur le même parcours. |                   |                 |                |